# .hack//Legend of the Twilight
.hack//Legend of the Twilight (.hack//黄昏の腕輪伝説 Tasogare no Udewa Densetsu, literalmente: .hack//La leyenda del Brazalete del Crepúsculo?), es un manga escrito por Tatsuya Hamazaki y dibujado por Rei Izumi. Los veintidós capítulos del manga fueron publicados en la revista japonesa Comptiq y publicados en tres tankōbon por Kadokawa Shoten, desde julio de 2002 a abril de 2004.
El manga fue adaptado a una serie de anime de la que se hicieron 12 episodios producidos por Bee Train y Bandai Visual, dirigidos por Kōichi Mashimo y Koji Sawai, transmitida por TV Tokyo y Bandai Channel.
Tokyopop licenció el manga para un lanzamiento en idioma inglés en América del Norte. Se publicaron los tres volúmenes de septiembre de 2003 y abril de 2004. En España, fueron publicados por Norma Editorial, la cual separó el tercer tomo en dos partes. En Argentina, editorial Ivrea publicó el manga en 6 volúmenes.

## Argumento
Situado cuatro años después de los sucesos del juego .hack//Quarantine, en el MMORPG ficticio llamado The World, nada se sabe de los legendarios .Hackers Kite y BlackRose, solo que la compañía CC Corp. prohibió el uso de sus avatares luego de los incidentes del juego. Esto es así hasta que se decide organizar un concurso para dar la oportunidad de volver a usarlos. La serie sigue a los gemelos Shugo y Rena después de ganar el concurso, a Rena se le entregan los dos avatares e invita a su hermano Shugo a jugar. Después de un extraño suceso en el que son atacados por un monstruo que no debería de estar en un stage tan bajo como en el que se encontraban, Shugo muere, pero no pierde el juego, sino que queda en una especie de limbo donde se encuentra con una misteriosa AI llamada Aura que le entrega el Brazalete del Crepúsculo para continuar con la leyenda de los .Hackers.
En el camino, Shugo y Rena conocen a Mireille, una cazadora de artículos raros, a la feroz Ouka y Hotaru, una chica tranquila. A la espera de un evento, se encuentran con una chica extraña llamada Zefie, quien atrajo a Shugo porque cree que el brazalete huele a su madre, Aura. Más tarde se da cuenta de que Zefie es una AI, que actúa de forma independiente fuera de los parámetros del juego. La presencia de Zefie los complica mucho, incluyendo a los Caballeros de Cobalto, un grupo de administradores que siguen la regla "Si usted no puede controlar, las puede eliminar" a un extremo.

## Multimedia

### Manga
Escrito por Tatsuya Hamazaki e ilustrado por Rei Izumi, .hack//Legend of the Twilight apareció serializándose en la revista japonesa Comptiq, curiosamente cuando la segunda entre del juego todavía no salía, teniendo en cuenta que la historia se ubica cuatro años después del cuarto juego. Se recogió en tres tankōbon por Kadokawa Shoten en julio de 2002 a abril de 2004.
El manga está licenciado por Tokyopop para América del Norte, que acortó el título de .hack//Legend of the Twilight Bracelet a .hack//Legend of the Twilight. La serie se dio a conocer el 9 de septiembre de 2003 hasta el 9 de noviembre de 2004. La serie es también publicado en Singapur en Inglés por Chuang Yi, en Nueva Zelanda y Australia a través de Madman Entertainment. También es licenciado en Argentina por Editorial Ivrea, en Brasil por Editora JBC, en Finlandia por Sangatsu Manga, en Suecia por Bonnier Carlsen, en Indonesia por M & C Comics, en Polonia por JPF y en Francia por Panini Comics. En España fue publicado por Norma Editorial.

### Anime
El anime difiere con el manga más o menos a mitad de la serie, aunque la historia comienza de la misma manera. Rena gana el concurso e invita a su hermano gemelo Shugo a jugar con el legendario personaje Kite, mientras ella juega como la legendaria BlackRose. En su primera salida juntos, Shugo es asesinado por un monstruo, pero es revivido por Aura. Además de la reactivación de Shugo, Aura le da el misterioso brazalete. Eventualmente conocen nuevos amigos, Mireille, Ouka, Hotaru y Sanjuro. Sin embargo, durante una búsqueda a través de una mansión embrujada, Rena desaparece y cae en coma. Shugo y sus amigos comienzan una frenética búsqueda para una solución, mientras que un grupo de jóvenes planean algo terrible.
La serie de 12 episodios fue producida por Bee Train y Bandai Visual, emitida originalmente por TV Tokyo desde el 8 de enero de 2003 hasta el 26 de marzo del mismo año. En Estados Unidos se transmitió por el bloque Toonami de Cartoon Network y en Latinoamérica fue adquirida por Locomotion, pero debido a que Sony Pictures Television compró el canal ese mismo año, fue estrenada y emitida en el inicio de Animax desde el 1 de agosto de 2005 hasta octubre del 2006. Posteriormente fue retransmitida en enero del 2007 para ser retirada definitivamente del canal el 29 de abril de ese mismo año. En los primeros trabajos de fansubs, la serie era erróneamente llamada .hack//DUSK.[cita requerida]

## Música
- Tema de apertura
  - New World por Round Table con Nino.

- Tema de cierre
  - Emerald Green por See-Saw, la letra de Yuki Kajiura y Chiaki Ishikawa.[2]

Victor Entertainment ha lanzado la banda sonora del anime, el 21 de febrero de 2003. Chiaki Ishikawa y Katsutoshi Kitagawa componen las letras mientras el balancín, Yoko Ueno y Round Table con Nino realizaron las canciones.